# Alexander George Woodford
Pour les articles homonymes, voir Woodford.
Alexander George Woodford, né le 15 juin 1782 dans Welbeck Street (en) et mort le 26 août 1870 à l'hôpital royal de Chelsea, est un soldat britannique.

## Biographie
Après avoir pris part à l'invasion anglo-russe de la Hollande, il a servi dans la plupart des batailles des guerres napoléoniennes. Pendant les Cent-Jours, il commande un bataillon à la bataille des Quatre Bras et la bataille de Waterloo.
Il est devenu gouverneur de Malte, gouverneur de Corfou, puis gouverneur de Gibraltar.